# Аруба на летних Олимпийских играх 1992
Аруба принимала участие в Летних Олимпийских играх 1992 года в Барселоне (Испания) в третий раз за свою историю, но не завоевала ни одной медали.
Знаменосцем команды Арубы был велогонщик Люсьен Дирксз, возглавивший команду из пяти человек на церемонии открытия вечером 25 июля 1992 года.
Сборную страны, состоящую из пяти спортсменов, также представляла и одна женщина.
23-летний  велогонщик и знаменосец команды Арубы Люсьен Дирксз принял участие, но не финишировал в групповой шоссейной гонке 2 августа 1992 года. Соревнования проходили на 194,4-километровой трассе в Сант-Садурно, Сан-Садурни-д’Анойя.

## Результаты соревнований

### Велоспорт

#### Шоссейный велоспорт
Спортсменов — 2
Мужчины
| Соревнование    | Спортсмен        | Время | Место | Отставание |
| --------------- | ---------------- | ----- | ----- | ---------- |
| Групповая гонка | Люсьен Дирксз    | DNF   | DNF   | DNF        |
| Групповая гонка | Джерард ван Влит | DNF   | DNF   | DNF        |